# Catherine Drinker Bowen

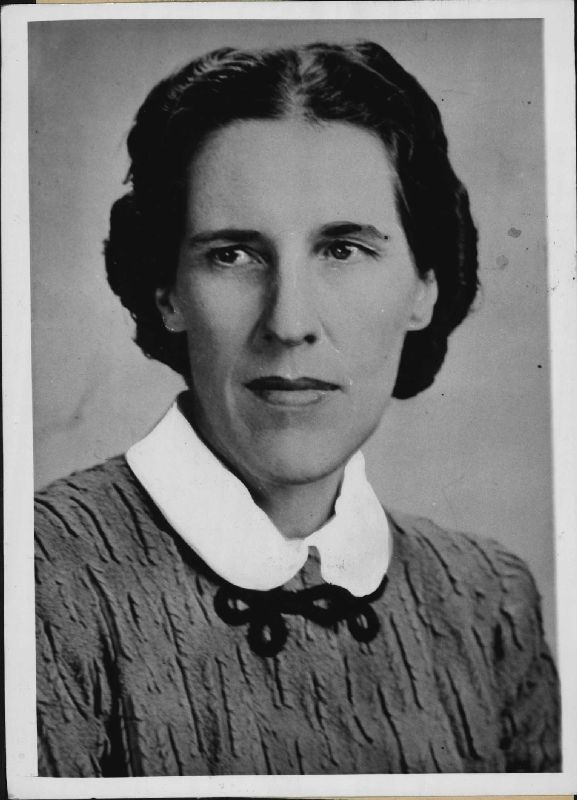
Catherine Drinker Bown (1944)

Catherine Drinker Bowen (* 1. Januar 1897 in Haverford, Pennsylvania, als Catherine Shober Drinker; † 1. November 1973 ebenda) war eine US-amerikanische Autorin, die hauptsächlich durch ihre Biografien bekannt wurde.

## Leben und Werk
Catherine Drinker wurde 1897 in Haverford, Pennsylvania, als jüngstes von sechs Kindern des Ingenieurs und Anwalts Henry Sturgis Drinker und seiner Frau, der Musikerin Aimee Ernesta Beaux, geboren. Ihre Tante war die Porträtmalerin Cecilia Beaux, ihr Bruder Philip erfand die Eiserne Lunge, ein weiterer Bruder, Cecil Kent Drinker, wurde Arzt und Hochschullehrer an der Harvard University. Sieben Jahre nach ihrer Geburt zog die gesamte Familie nach Bethlehem, Pennsylvania, wo ihr Vater zum Präsidenten der Lehigh University ernannt worden war. Drinker besuchte in Bethlehem das Moravian Seminary und später ein Internat in Catonsville, Maryland, ehe sie sich für ein Geigenstudium am Peabody Institute in Baltimore und am Institute of Musical Arts in New York City entschied. Nach Abschluss ihres Studiums heiratete sie 1919 den Ökonomen Ezra Bowen, ein damaliger Assistenzprofessor an der Lehigh University, mit dem sie zwei Kinder bekam. Später zog die Familie nach Easton, Pennsylvania, als ihr Ehemann einem Ruf an das dortige Lafayette College folgte. Catherine Bowen gab in dieser Zeit privat Musikunterricht und spielte auf lokaler Ebene in Amateurgruppen bei öffentlichen Auftritten Geige.
Schon bald reichte Drinker dieses eingeengte Leben nicht mehr aus. Etwa 1920 begann sie, Sachtexte über von ihr präferierte Komponisten und Musiker zu schreiben, die sie in verschiedenen Magazinen veröffentlichte, ohne zunächst ihrem Umfeld davon etwas zu sagen. 1924 veröffentlichte sie das Kinderbuch The Story of the Oak Tree und das Geschichtsbuch The History of Lehigh University. 1932 thematisierte sie in ihrem einzigen Roman Rufus Starbuck’s Wife das Unabhängigkeitsstreben von Autorinnen mit einer Geschichte einer sich eingeengt fühlenden Frau, die zunächst ihren Ehemann verlässt, später aber zu ihrem zurückkehrt. Tatsächlich endete ihre Ehe 1936 in der Scheidung, drei Jahre später heiratete sie zweiter Ehe den Arzt Thomas McKean Downs. 1935 folgte mit Friends and Fiddlers ein Buch über ihre Erfahrungen als Geigerin. Mit einer Doppelbiografie von Tschaikowski und seiner Mäzenin Nadeschda von Meck veröffentlichte sie 1937 ihre erste Biografie; zwei Jahre später folgte eine weitere Doppelbiografie über die Brüder Anton und Nikolai Grigorjewitsch Rubinstein. Eine dritte Musiker-Biografie über Felix Mendelssohn Bartholdy blieb durch den Zweiten Weltkrieg und den dadurch eingeschränkten Zugang zu deutschen Quellen unvollendet.
Durch das Scheitern ihres Mendelssohn-Projekts wurde Bowen ermutigt, sich mit US-amerikanischen Persönlichkeiten zu beschäftigen, da entsprechende Quellen auch in Kriegszeiten greifbar waren. 1944 veröffentlichte sie mit einer Biografie über den Juristen Oliver Wendell Holmes, Jr. ihr erstes entsprechendes Buch; es folgten Biografien über den US-Präsidenten John Adams (1950) und den englischen Richter und Politiker Edward Coke (1957), für die sie unter anderem einen National Book Award for Nonfiction erhielt. Beginnend in den 1950er Jahren veröffentlichte sie zudem drei Essay-Bände, in denen sie sich mit der Kunst des Biografie-Schreibens beschäftigte. Ihr Spätwerk besteht aus einer Biografie des englischen Staatsmannes Francis Bacon (1963) und einem historischen Sachbuch über den Verfassungskonvent der Vereinigten Staaten (1966). 1970 veröffentlichte sie ihre Autobiografie Family Portrait. Eine Biografie Benjamin Franklins erschien nach ihrem Tod 1973 im nächsten Jahr posthum. Ihr Nachlass befindet sich heute in der Library of Congress.

## Ehrungen
- 1957: Henry M. Phillips Prize für The Lion and the Throne: The Life and Times of Sir Edward Coke, 1552–1634[2]
- 1958: National Book Award for Nonfiction für The Lion and the Throne: The Life and Times of Sir Edward Coke, 1552–1634[1]

## Veröffentlichungen
Sachliteratur
- History of Lehigh University.. Lehigh Alumni Bulletin,  Bethlehem 1924.
- mit Barbara von Meck: “Beloved Friend”: The Story of Tchaikowsky and Nadejda von Meck. Random House, New York 1937.
  - Geliebte Freundin: Tschaikowskys Leben und sein Briefwechsel mit Nadeshda von Meck. Übersetzt von Wolfgang E. Groeger. P. List, Leipzig 1938.
- Free Artist: The Story of Anton and Nicholas Rubinstein. Random House, New York 1939.
- Yankee From Olympus: Justice Holmes and His Family. Little, Brown and Company, Boston 1944.
- John Adams and the American Revolution. Little, Brown and Company, Boston 1950.
- The Lion and the Throne: The Life and Times of Sir Edward Coke, 1522-1634. Little, Brown and Company, Boston 1957.
- Francis Bacon: The Temper of a Man. Little, Brown and Company, Boston 1963
- Miracle at Philadelphia: The Story of the Constitutional Convention. Little, Brown and Company, Boston 1966.
- The Most Dangerous Man in America: Scenes from the Life of Benjamin Franklin. Little, Brown and Company, Boston 1974. ISBN 0-316-10396-9.

Essay-Sammlungen
- The Writing of Biography. The Writer, Boston 1951.
- Adventures of a Biographer. Little, Brown and Company, Boston 1959.
- Biography: The Craft and Calling. Little, Brown and Company, Boston 1969. ISBN 0-316-10380-2.

Autobiografische Texte
- Friends and Fiddlers. Little, Brown and Company, Boston 1935.
- Family Portrait. Little, Brown and Company, Boston 1970. ISBN 0-316-10394-2.

Romane
- Rufus Starbuck’s Wife. Putnam, New York 1932.

Kinderliteratur
- The Story of the Oak Tree. Chemical Publishing Company, Easton 1924.